# Батарейка 1/2AA

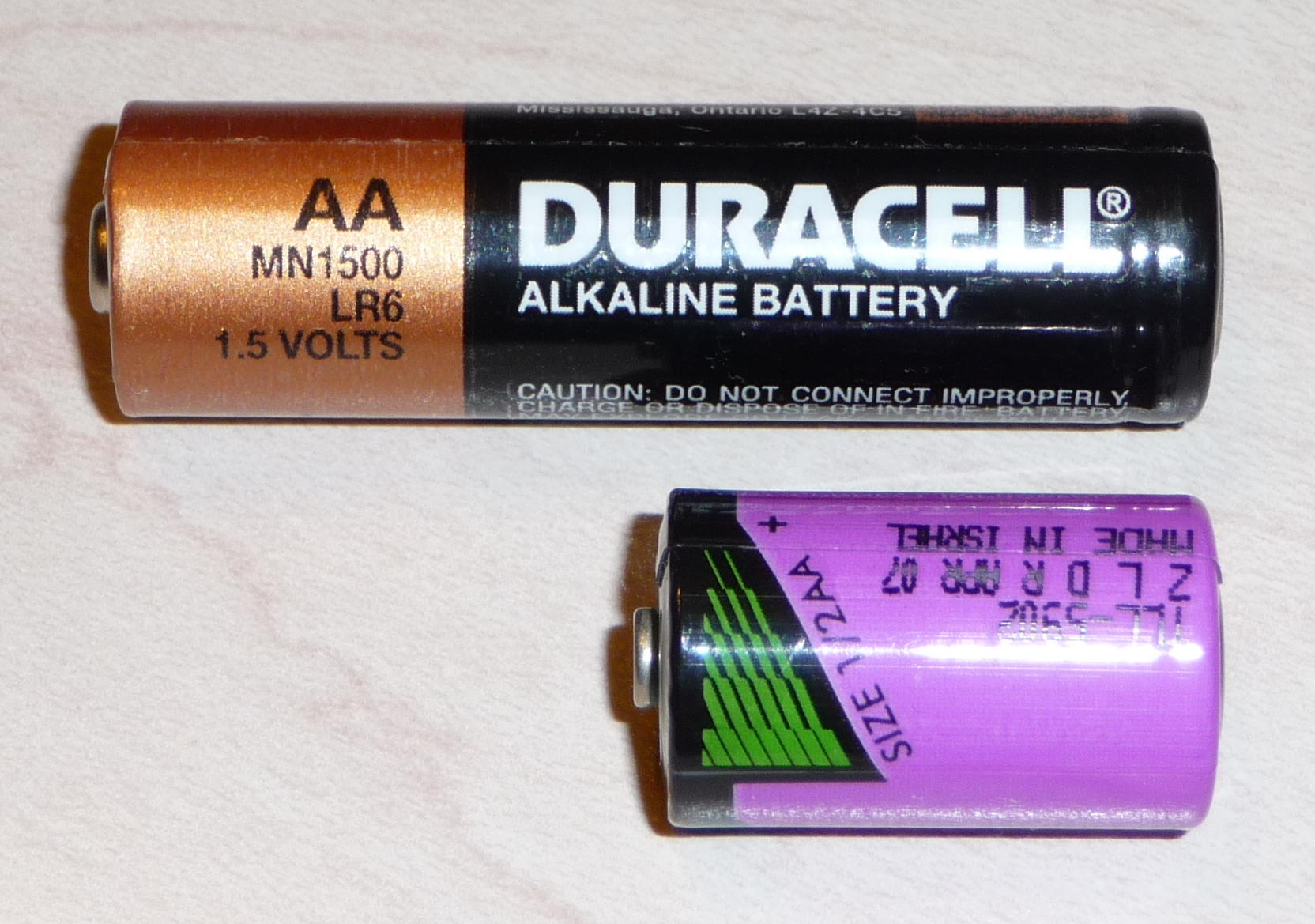
Елемент 1/2AA в порівнянні з AA елементом

1/2AA (також: Half AA, САФТА, LS14250, Tadiran, TL 5101, UL142502P) — типорозмір гальванічних елементів і акумуляторів. Являє собою AA елемент, зменшений по довжині вдвічі.

## Технічні характеристики
- Довжина: 24 мм, діаметр: 13,5–14,5 мм, маса зазвичай близько 6 грамів.
- ЕРС:
  - 1,5 В у лужних елементів;
  - 1,2 В у нікель-металогідридних (Ni-MH) акумуляторів;
  - 3 В у літієвих Li-MnO2;
  - 3,6 В у Li-SOCl2.